# Murat-le-Quaire
Pour les articles homonymes, voir Murat.
Murat-le-Quaire (/my.ʁa.lə.kɛʁ/) est une commune française, située dans le département du Puy-de-Dôme, en région Auvergne-Rhône-Alpes.

## Géographie

### Localisation
Murat-le-Quaire est située au sud-ouest du département du Puy-de-Dôme.
Quatre communes (cinq en incluant le quadripoint avec Perpezat) sont limitrophes de Murat-le-Quaire :
|                         | Laqueuille      | Perpezat (quadripoint) |
| Saint-Sauves-d'Auvergne | Murat-le-Quaire |                        |
|                         | La Bourboule    | Mont-Dore              |

### Géologie et relief

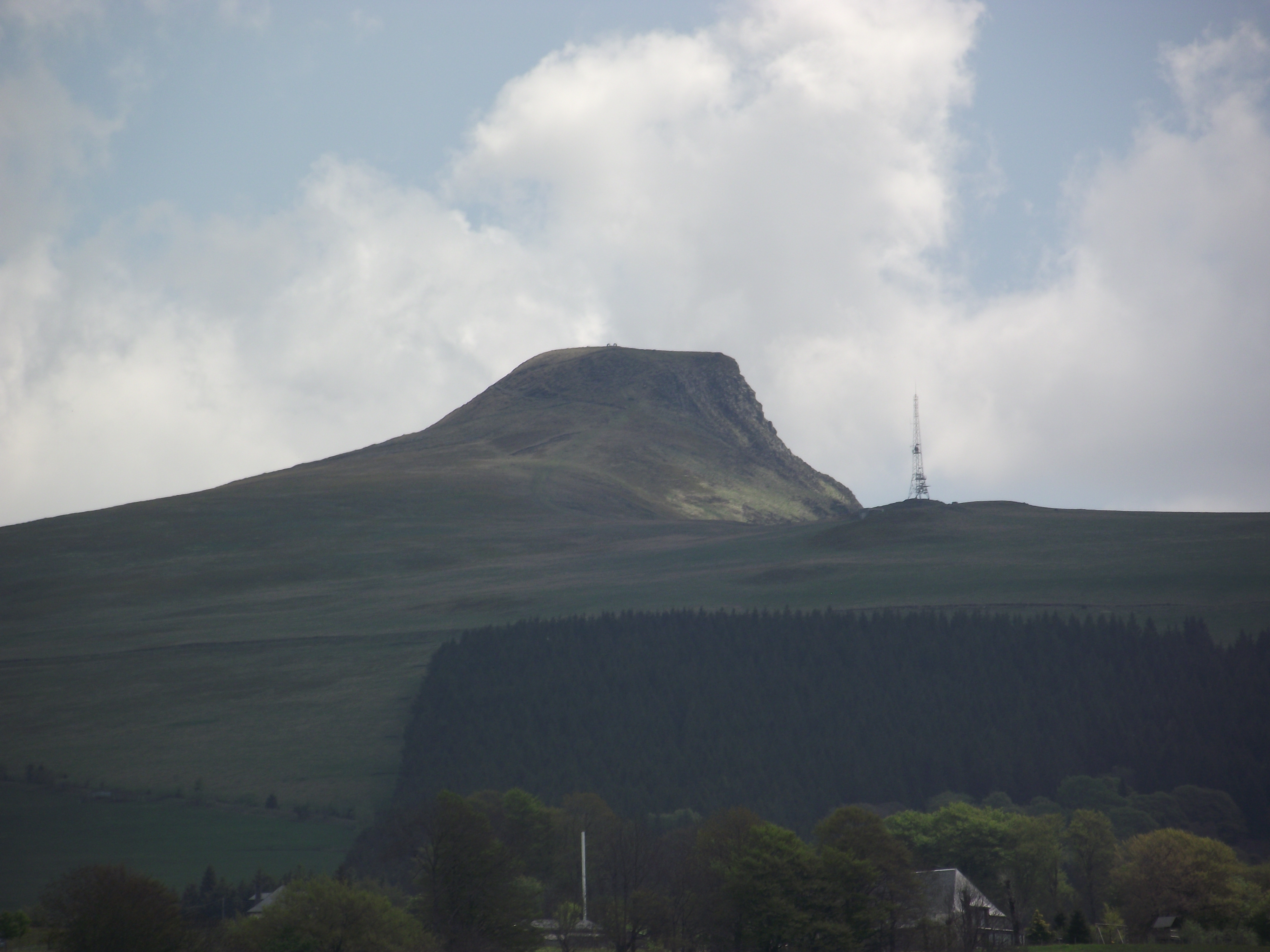
La Banne d'Ordanche, sommet emblématique de la commune.

Commune située dans le massif volcanique des monts Dore, dominée par le sommet basaltique de la Banne d'Ordanche (1 512 m). Le village est lui-même accroché à 1 030 m d'altitude sur l'adret de la haute vallée de la Dordogne, autour d'un piton rocheux qui domine La Bourboule.

### Climat
Pour des articles plus généraux, voir Climat d'Auvergne-Rhône-Alpes et Climat du Puy-de-Dôme.
En 2010, le climat de la commune est de type climat de montagne, selon une étude du Centre national de la recherche scientifique s'appuyant sur une série de données couvrant la période 1971-2000. En 2020, Météo-France publie une typologie des climats de la France métropolitaine dans laquelle la commune est exposée à un climat de montagne ou de marges de montagne et est dans la région climatique Ouest et nord-ouest du Massif Central, caractérisée par une pluviométrie annuelle de 900 à 1 500 mm, maximale en automne et en hiver.
Pour la période 1971-2000, la température annuelle moyenne est de 8,5 °C, avec une amplitude thermique annuelle de 14,8 °C. Le cumul annuel moyen de précipitations est de 1 346 mm, avec 13,3 jours de précipitations en janvier et 9,1 jours en juillet. Pour la période 1991-2020, la température moyenne annuelle observée sur la station météorologique de Météo-France la plus proche, « Le Mont-Dore Bg », sur la commune de Mont-Dore à 6 km à vol d'oiseau, est de 8,2 °C et le cumul annuel moyen de précipitations est de 1 783,3 mm,. Pour l'avenir, les paramètres climatiques de la commune estimés pour 2050 selon différents scénarios d'émission de gaz à effet de serre sont consultables sur un site dédié publié par Météo-France en novembre 2022.

### Transports
La commune est traversée par les routes départementales 88 (reliant Murat-le-Quaire au col de Vendeix, sur la commune de la Bourboule), 219 (reliant la D 922 à la D 996 à Mont-Dore), et 609 vers la Banne d'Ordanche.

## Urbanisme

### Typologie
Au 1er janvier 2024, Murat-le-Quaire est catégorisée bourg rural, selon la nouvelle grille communale de densité à sept niveaux définie par l'Insee en 2022.
Elle appartient à l'unité urbaine de La Bourboule, une agglomération intra-départementale regroupant deux  communes, dont elle est une commune de la banlieue,,. La commune est en outre hors attraction des villes,.

### Occupation des sols
L'occupation des sols de la commune, telle qu'elle ressort de la base de données européenne d’occupation biophysique des sols Corine Land Cover (CLC), est marquée par l'importance des forêts et milieux semi-naturels (57,7 % en 2018), une proportion sensiblement équivalente à celle de 1990 (57,5 %). La répartition détaillée en 2018 est la suivante : milieux à végétation arbustive et/ou herbacée (32,3 %), prairies (28,8 %), forêts (25,4 %), zones urbanisées (8,5 %), zones agricoles hétérogènes (5,1 %). L'évolution de l’occupation des sols de la commune et de ses infrastructures peut être observée sur les différentes représentations cartographiques du territoire : la carte de Cassini (XVIIIe siècle), la carte d'état-major (1820-1866) et les cartes ou photos aériennes de l'IGN pour la période actuelle (1950 à aujourd'hui).

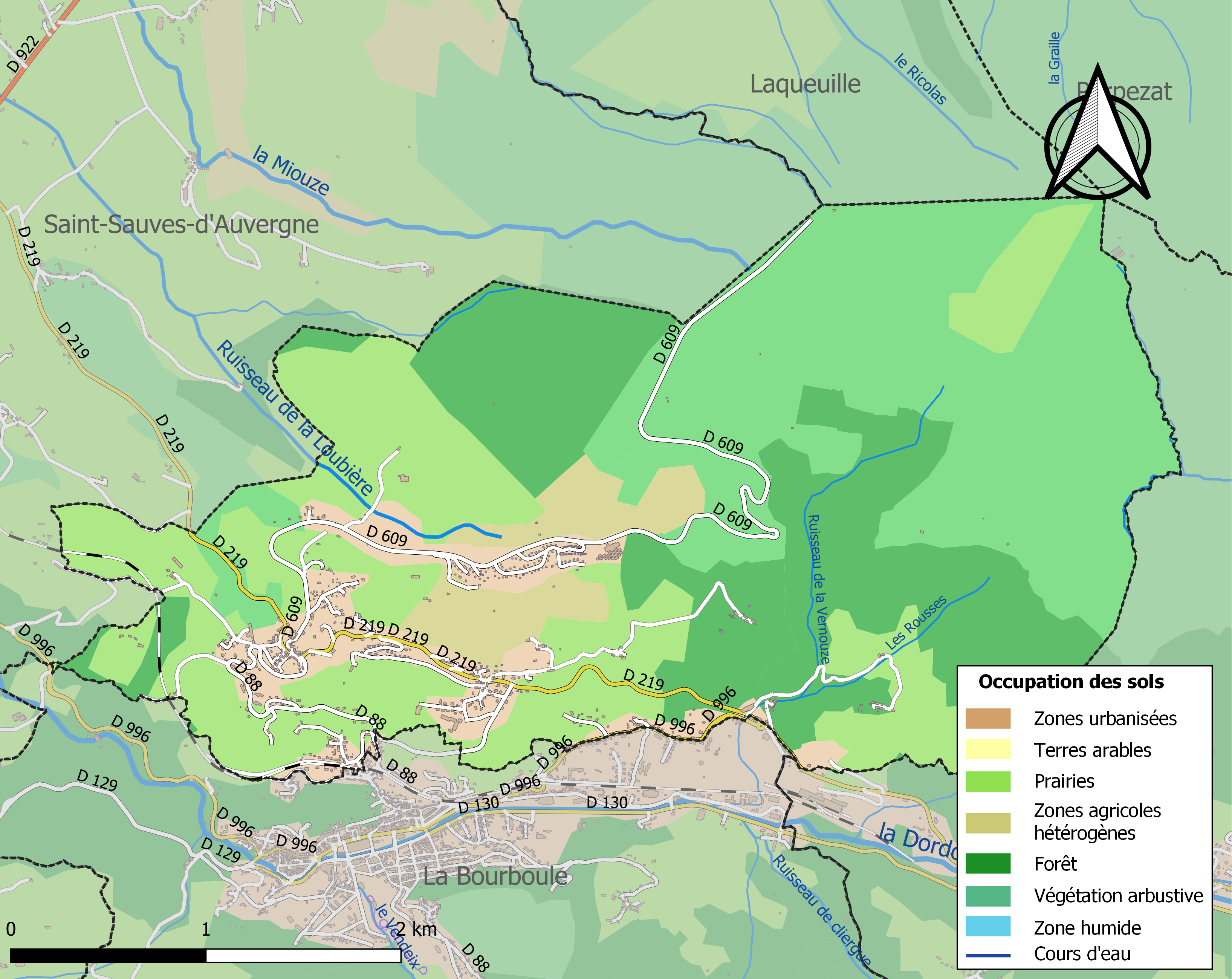
Carte des infrastructures et de l'occupation des sols de la commune en 2018 (CLC).

## Toponymie
Il est actuellement retenu que le toponyme Murat vient du terme générique de langue occitane Murat qui désigne, notamment au Moyen Âge, un village fortifié. C'est un toponyme occitan fréquent que l'on retrouve par exemple à Murat, dans le Cantal ou encore à Murat-sur-Vèbre, dans le Tarn.
En auvergnat, son nom est donc : Murat lo Caire en graphie classique, Murâ lou Quêre en écriture auvergnate unifiée et Murat lou Cayre en graphie mistralienne.

## Histoire
Dominé par un château-fort au Moyen Âge, le site a eu très tôt une importance défensive, servant de verrou à l'entrée de la vallée. Village pauvre et rural jusqu'au XIXe siècle, c'est le thermalisme qui se développe aux Bains — aujourd'hui, Le Mont-Dore —, puis à La Bourboule qui l'ouvre sur l'extérieur.
Aujourd'hui, c'est une commune péri-urbanisée, qui vit essentiellement du tourisme.

## Politique et administration

### Découpage territorial
La commune de Murat-le-Quaire est membre de la communauté de communes du Massif du Sancy, un établissement public de coopération intercommunale (EPCI) à fiscalité propre créé le 10 décembre 1999 dont le siège est au Mont-Dore. Ce dernier est par ailleurs membre d'autres groupements intercommunaux.
Sur le plan administratif, elle est rattachée à l'arrondissement d'Issoire depuis 2017, à la circonscription administrative de l'État du Puy-de-Dôme et à la région Auvergne-Rhône-Alpes. Jusqu'en mars 2015, elle faisait partie du canton de Rochefort-Montagne.
Sur le plan électoral, elle dépend du canton du Sancy pour l'élection des conseillers départementaux, depuis le redécoupage cantonal de 2014 entré en vigueur en 2015, et de la troisième circonscription du Puy-de-Dôme pour les élections législatives, depuis le dernier découpage électoral de 2010.

### Élections municipales et communautaires

#### Élections de 2020
Le conseil municipal de Murat-le-Quaire, commune de moins de 1 000 habitants, est élu au scrutin majoritaire plurinominal à deux tours avec candidatures isolées ou groupées et possibilité de panachage. Compte tenu de la population communale, le nombre de sièges à pourvoir lors des élections municipales de 2020 est de 11. La totalité des candidats en lice est élue dès le premier tour, le 15 mars 2020, avec un taux de participation de 63,98 %.

#### Chronologie des maires
| Période                                  | Période                       | Identité              | Étiquette | Qualité             |
| ---------------------------------------- | ----------------------------- | --------------------- | --------- | ------------------- |
| Les données manquantes sont à compléter. |                               |                       |           |                     |
| 1919                                     | 1935                          | Michel. Rozier        |           |                     |
| 1936                                     | 1945                          | Maurice. Lacrèche     |           |                     |
| 1945                                     | mars 1959                     | Maurice Barrat        |           |                     |
| mars 1959                                | mars 1965                     | Jean Coutelle         |           |                     |
| mars 1965                                | mars 1995                     | Marcel Bony           | PS        |                     |
| mars 1995                                | mars 2008                     | Danielle Muller       | PS        |                     |
| mars 2008                                | 2020                          | Gérard Brugière       | PS        |                     |
| 2020                                     | En cours (au 14 juillet 2021) | Jean-François Cassier |           | Agriculteur, musher |

## Population et société

### Démographie
L'évolution du nombre d'habitants est connue à travers les recensements de la population effectués dans la commune depuis 1793. Pour les communes de moins de 10 000 habitants, une enquête de recensement portant sur toute la population est réalisée tous les cinq ans, les populations de référence des années intermédiaires étant quant à elles estimées par interpolation ou extrapolation. Pour la commune, le premier recensement exhaustif entrant dans le cadre du nouveau dispositif a été réalisé en 2005.

En 2022, la commune comptait 486 habitants, en évolution de +2,1 % par rapport à 2016 (Puy-de-Dôme : +2,1 %, France hors Mayotte : +2,11 %).
| 1793 | 1800 | 1806 | 1821 | 1831  | 1836  | 1841  | 1846 | 1851  |
| ---- | ---- | ---- | ---- | ----- | ----- | ----- | ---- | ----- |
| 799  | 750  | 824  | 959  | 1 023 | 1 018 | 1 025 | 950  | 1 064 |

| 1856  | 1861  | 1866  | 1872  | 1876 | 1881 | 1886 | 1891 | 1896 |
| ----- | ----- | ----- | ----- | ---- | ---- | ---- | ---- | ---- |
| 1 026 | 1 020 | 1 011 | 1 103 | 440  | 469  | 420  | 403  | 422  |

| 1901 | 1906 | 1911 | 1921 | 1926 | 1931 | 1936 | 1946 | 1954 |
| ---- | ---- | ---- | ---- | ---- | ---- | ---- | ---- | ---- |
| 441  | 395  | 415  | 354  | 317  | 335  | 331  | 305  | 289  |

| 1962 | 1968 | 1975 | 1982 | 1990 | 1999 | 2005 | 2006 | 2010 |
| ---- | ---- | ---- | ---- | ---- | ---- | ---- | ---- | ---- |
| 385  | 382  | 367  | 419  | 435  | 499  | 490  | 483  | 475  |

| 2015 | 2020 | 2022 | - | - | - | - | - | - |
| ---- | ---- | ---- | - | - | - | - | - | - |
| 481  | 488  | 486  | - | - | - | - | - | - |

## Économie
L'économie rurale a quasiment disparu : ne se maintiennent qu'une poignée d'agriculteurs qui entretiennent prairies et pâturages d'altitude. C'est surtout le tourisme qui fait vivre la commune, classée station verte de montagne, et dont les atouts sont :  
- la diversité des activités de plein air (randonnées pédestres, aéromodélisme et plan d'eau en été, raquettes et chiens de traineaux en hiver…) ;
- le dynamisme des sites culturels et pédagogiques (Scénomusée de la Toinette et Julien, chèvrerie pédagogique, fabrication du Saint-Nectaire à la ferme…) ;
- la diversité des hébergements (campings, hôtels, nombreuses locations…) ;
- la présence de commerces, principalement dans le bourg (cafés-restaurants, vente de produits locaux aux celliers muratois).

## Culture locale et patrimoine

### Lieux et monuments
- Scénomusée de la Toinette et de Julien[30] : site culturel ambitieux, permettant deux visites scénographiées brillamment mises en scène . La maison de Toinette présente le patrimoine local et la vie au XIXe siècle dans le massif du Sancy. La maison de Julien présente un exemple de retour à la ruralité pour une famille actuelle.
- Sommet de La Banne d'Ordanche : point de vue exceptionnel sur la vallée.

### Personnalités liées à la commune
- Le chanteur Jean-Louis Murat (1952-2023) a pris comme nom de scène celui de la commune où résidaient ses grands-parents.
- Joseph Rozier (1924-1994), évêque de Poitiers, naquit et est enterré dans le village.
- Marcel Bony (1926-2010), sénateur né à Saint-Sauves, s'installa dans la commune avec sa famille et l'administra pendant trente ans.
- Le docteur Guillaume Duliège (1842-1900), ancien maire de la commune entre 1870 et 1874, ancien conseiller général[31]